# Mecapala
Mecapala är en ort i Mexiko.   Den ligger i kommunen Tantoyuca och delstaten Veracruz, i den sydöstra delen av landet, 230 km norr om huvudstaden Mexico City. Mecapala ligger 142 meter över havet och antalet invånare är 349.
Terrängen runt Mecapala är lite kuperad. Runt Mecapala är det ganska tätbefolkat, med 72 invånare per kvadratkilometer. Närmaste större samhälle är Tantoyuca, 8,2 km öster om Mecapala. Trakten runt Mecapala består till största delen av jordbruksmark.